# Гупій-Отон
Гупій-Отон (фр. Goupil-Othon) — муніципалітет у Франції, у регіоні Верхня Нормандія, департамент Ер. Гупій-Отон утворено 1-1-2018 шляхом злиття муніципалітетів Гупійєр i Ле-Тієль-Отон. Адміністративним центром муніципалітету є Гупійєр. Населення — 1254 особи (01.01.2021).